# Bosomtwesøen
Bosumtwisøen (Lake Bosumtwi) er den eneste naturlige sø i Ghana, beliggende 32 kilometer sydøst for Kumasi. Den er blevet skabt af en meteorit, og den ligger i et dybt cirkulært krater omgivet af meget stejle bjerge. Bosumtwi-krateret har en diameter på cirka 10,5 km. Søen menes at være mellem 1 og 2 millioner år gammel. Bosumtwisøen er en hellig sø for de indfødte Ashanti. Ifølge traditionel tro kommer de afdødes sjæle til søen for at sige farvel til deres gud Twi.
Bosomtwesøen blev i 2016 udpeget til Biosfærereservat, som en af kun seks meteoritiske søer i verden.